# Крістійна Оюланд
Крістійна Оюланд (ест. Kristiina Ojuland, нар. 17 грудня 1966, Кохтла-Ярве, Естонська РСР) — державна і політична діячка Естонії, міністерка закордонних справ з 2002 по 2005 рік.

## Життєпис
У червні 2004 року вона балотувалася на пост генерального секретаря Ради Європи, але зазнала поразки, отримавши 51 з 299 голосів. Вона входить до складу естонської Партії реформ. 11 лютого 2005 вона була звільнена від своїх обов'язків як міністерка закордонних справ Арнольдом Рюйтелем за те, що зникли 100 секретних документів. Оюланд заявила, що файли зникли до того, як вона зайняла цю посаду. Через це було відкрито кримінальну справу проти колишнього міністра Тоомаса Гендріка Ільвеса, нинішнього президента Естонії, але незабаром її закрили. Виявилося що секретними документами були порядки денні Ради Європи.
У травні 2007 року Крістійна Оюланд вимагала припинити трансляцію в Естонії «ксенофобських виступів російських телеканалів».
Колишній канцлер міністерства закордонних справ, нині депутат Європарламенту Індрек Таранд заявив, що Оюланд за національністю росіянка, її батько родом з Росії і не був громадянином Естонії, а її справжнє прізвище — Авер'янова. Дід Оюланд росіянин, жив в Лузі Ленінградської області. В інтерв'ю газеті «Комерсант» Оюланд підтвердила, що у неї є російське коріння.
Була замішана в скандалі, пов'язаному з виборами до керівництва Партії Реформ, і виключена з партії 5 червня 2013 года.
На виборах до Європейського парламенту 2014 року Крістійна Оюланд балотувалася як незалежна кандидатка і набрала 3024 голосів. Цієї кількості не вистачило для проходження в парламент.
У січні 2014 року Оюланд оголосила про створення нової партії, яка повинна була отримати назву «Єдина Естонія» (ест. Ühtne Eesti). У зв'язку з тим, що ця назва вже була зареєстрованою торговою маркою «Театру № 99», партію довелося перейменувати. Партія була зареєстрована у вересні 2014 року під назвою «Партія народної єдності» (ест. Rahva Ühtsuse Erakond). На парламентських виборах 2015 року партія набрала 0,4 % з 2290 голосами і не пройшла в Рійгікогу.
У травні 2015 року висловилася на підтримку початку загальноєвропейської кампанії зі збору підписів, щоб «жоден так званий Біженець не перебрався через Середземне море», так як біженці з Африки на її думку «несуть загрозу для білої раси».

## Освіта
1993 — Віденська школа міжнародних досліджень, спеціальні програми
1992 — Академічний інститут міжнародних досліджень у Женеві, спеціальні програми
1992 — Естонська школа дипломатії в Талліні
1990 — Бакалавр права, юридичний факультет Тартуського університету.

## Кар'єра
- 2009—2014: членкиня комісії із закордонних справ Європейського парламенту;
- 2009—2014: членкиня Європейського парламенту від Партії Реформ (АЛДЄ);
- 2007—2014: заступниця Голови Ради Групи Європейської ліберальної, демократичної та реформаторської партії (ELDR), членкиня Ради ELDR;
- 2007—2014: віцеголова правління Парламентської асамблеї Ради Європи (ПАРЄ) LDR групи;
- 2007—2009: перша віцеспікерка Рійгікогу Естонії;
- 2004—2007: голова Європейського комітету у справах Рійгікогу;
- 2002—2005: міністерка закордонних справ Естонії;
- 1994—2002: членкиня Рійгікогу, членкиня Комітету у закордонних справах, голова правління Естонської французьких парламентських груп дружби (1996—2002);
- 1996—2002: керівниця естонської парламентської делегації в ПАРЄ, віцепрезидентка ПАРЄ, членкиня Президії;
- 1999—2002: керівниця ПАРЄ LDR групи;
- 1999—2002: віцепрезидентка Групи Європейської ліберальної, демократичної та реформаторської партії (ELDR), членкиня Ради ELDR;
- 1995—2002: речниця у закордонних справах від Партії реформ Естонії;
- 1994—1996: директорка Естонської мовної асоціації;
- 1993—1994: постійна представниця Естонії при Раді Європи;
- 1992—1993: Міністерство закордонних справ, відповідальна за Раду Європи;
- 1990—1992: Міністерство юстиції, департамент законопроєктів.